# Miina
Miina (tidigare T 17) var en finländsk minläggare som tjänstgjorde under andra världskriget. 